# 生駒佳与子
生駒 佳与子（いこま かよこ、1960年6月30日 - ）は、埼玉県熊谷市出身の女子ゴルファー。熊谷市立女子高等学校卒業。（社）日本女子プロゴルフ協会 35期生。

## 人物・略歴
- 身長158cm、体重54kg。血液型A型。趣味は舞台、映画、音楽鑑賞。愛車はベンツ。
- 師弟関係 鎌田博, 岡本綾子
- 契約
  - クラブ - アキラ
  - ボール - ダンロップ
  - ウェア - デサント
  - シューズ - デサント

## 主な試合成績
- 1985年 	
  - 北海道女子オープンゴルフトーナメント 優勝
- 1986年 	
  - キヤノンクイーンズカッププロゴルフトーナメント 優勝
  - 第19回日本女子プロゴルフ選手権大会 優勝
- 1988年  	
  - 帝産・クリナップビューティーズ 優勝
  - コニカカップワールドレディス 優勝